# Фридрих фон Щолберг-Фокщет
Фридрих фон Щолберг-Фокщет (на немски: Friedrich zu Stolberg-Vockstädt; † сл. 30 ноември 1275 или 1282) от фамилията Щолберг, е граф и господар на Щолберг и Фокщет (ок. 1240 – 1282).

## Произход
Той е син на граф Хайнрих I фон Щолберг-Фойгщет (* ок. 1180, Фойгщет; † сл. 12 юни 1239), който от 1210 г. става граф на Щолберг. Внук е на граф Фридрих фон Хонщайн. Брат е на Хайнрих II фон Щолберг († сл. 20 май 1272), Kристиан († ок. 1284), каноник в Халберщат (1241), Майнц (1259), Вюрцбург (1267 – 1272) и др., и на Конрад, каноник във Вюрцбург (1257 – 1272).

## Фамилия
Фридрих фон Щолберг-Фокщет се жени пр. 24 април 1267 г. за Агнес фон Франкенщайн († 14 май 1272), сестра на Хайнрих I фон Франкенщайн († 1295), дъщеря на Лудвиг III фон Франкенщайн († 1263/сл. 1265). Те имат децата:
- Хайнрих III фон Щолберг-Фокщет († сл. 1323), граф на Щолберг и Фокщет (пр. 1280 – сл. 1296), женен за Юта фон Колдитц († сл. 1307)
- Лудвиг фон Щолберг († 16 май 1336), граф на Щолберг, женен за фон Байхлинген
- ? Кристиан фон Щолберг († сл. 1341)
- ? Фридрих фон Щолберг († сл. 1321)
- ? Бертхолд фон Щолберг († сл. 1308)
- ? Алберт фон Щолберг († сл. 1327)